# Fedot Popov

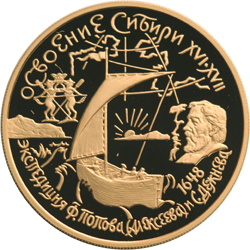
Moneda del Banco de Rusia de 2001, que festeja la conquista de Siberia, con la efigie de Semión Dezhniov, el compañero de Fedot Alekséyev

Fedot Alekséyev Popov (en ruso: Федот Алексеевич Попов, también Fedot Alekséyev (Федот Алексеев); apodado el Jolmogoriano (Холмогорец), por su lugar de nacimiento (Jolmogory), fecha de nacimiento desconocida, muerto entre 1648 y 1654) fue un explorador ruso que organizó la primera expedición europea a través del estrecho de Bering que compartió con Semión Dezhniov.

## Biografía
Era conocido normalmente como Fedot Alekséyev. Sólo unas pocas fuentes lo llaman el hijo de Popov. Era natural de la pequeña localidad de Jolmogory (hoy en la óblast de Arcángel) y trabajaba como agente comercial de Alekséi Úsov, un miembro de la Gostínaya Sotnya, el gremio comercial más importante de Moscú. (En algún momento entre 1647 y 1653, Úsov solicitó que Fedot fuera detenido ya que lo había enviado a Siberia con bienes por un valor de 3.500 rublos y no sabía nada sobre él desde hacía ocho años.) Fedot fue a Siberia en 1639. Viajando hacia el este, paso por las ciudades de Tiumén, Tobolsk, Tomsk, Yeniseisk (1641) y Yakutsk (1642). Ese mismo año 1642 se unió a un grupo de unos 100 hombres que estaban a las órdenes de Iván Rebrov, yendo río abajo por el Lena hacia el mar y luego remontaron el río Oleniok hacia el oeste. Fedot iba con 29 hombres bajo su mando directo. Dos años más tarde fueron derrotados por tunguses locales y huyeron por el río. Fedot y algunos de sus compañeros navegaron hacia el este hasta el río Kolymá.
Remontaron el Kolymá y  en 1645 llegaron al asentamiento de Srednekolymsk (que había sido fundado un año antes). Había 12 hombres con él y, probablemente, su concubina yakuta. Desde aproximadamente 1642, los rusos habían oído hablar de un «río Pogycha», localizado al este y que desembocaba en el Ártico y era rico en pieles de marta, mineral de plata y huesos preciosos (marfil de morsas) y barbas de ballena. Fedot Alekséyevich organizó una expedición para encontrarlo. Puesto que no pertenecía a los sluzhílyie lyudi (un servidor, una persona necesaria para ordenar a militares o funcionarios a favor del estado), recurrió a Semión Dezhniov, un funcionario del gobierno muy conocido por su experiencia y valor que se haría cargo como líder oficial. En junio de 1647, navegaron río abajo hacia el Ártico con 50 hombres en cuatro koches, pero se vieron obligados a dar marcha atrás debido a la gruesa capa de hielo. Al año siguiente lo intentaron de nuevo. (Para una explicación más completa véase el artículo de Semión Dezhniov). En algún momento de septiembre, doblaron la punta noreste de Asia y entraron en el océano Pacífico. El 20 de septiembre de 1648 (estilo antiguo, 30 de septiembre en nuestro calendario), fue herido en una pelea con los chukchi. Hacia el primero de octubre (O.S.) una tormenta separó los barcos de Fedot y de Dezhniov. En 1653-54, Dezhniov capturó a los koriakos a su mujer yakuta. Ella le dijo que Fedot había muerto de escorbuto y que algunos de sus compañeros habían sido asesinados por los koriakos, huyendo el resto en pequeñas embarcaciones a un destino desconocido. Dada la localización de la captura de la mujer, es probable que su bote naufragase en algún lugar no muy lejos al sur del estuario del Anádyr.
Dezhniov es generalmente considerado como el primer europeo que alcanzó el estrecho de Bering, dado que él era el líder formal y que fue quien dejó la mayoría de documentos, pero fue Fedot Alekséyev quien había organizado la expedición y pudo haber sido más importante que lo que los pocos documentos que sobreviven indican.

### La leyenda Fedótov
Cuando, en 1697, otro cosaco siberiano, Vladímir Atlásov alcanzó Kamchatka, se enteró de que otros rusos habían estado allí antes. Los nativos le dijeron que un tal 'Fedótov' y sus hombres habían vivido en el río Nikul, un afluente del río Kamchatka, y que se habían casado con mujeres locales. Las ruinas de sus chozas todavía podían verse. Los nativos creían que eran dioses o demonios y los dejaron solos, pero cuando vieron a un ruso matar a otro, cambiaron de parecer. Los rusos fueron atacados y huyeron, algunos al oeste hacia el mar de Ojotsk. Todos ellos fueron asesinados, algunos por kamchadáls (oriundos del Krai de Kamchatka), otros por koriakos.
Entonces, ¿quién era ese Fedótov? (1705-83), historiador y pionero etnólogo ruso, pensaba que probablemente era el hijo de Fedot, pero no ofreció ninguna prueba o evidencia;
- Stepán Krashenínnikov (1711-55),  naturalista, explorador y geógrafo ruso que dio la primera descripción completa de la península de Kamchatka, pensaba que era el mismo Fedot y trató de conciliar eso con la historia de la mujer yakuta. Otras versiones de Fedótov = Fedot han sido propuestas;
- es posible que fuera uno de los hombres perdidos de Dezhniov o de alguna otra expedición. En Siberia, en ese momento, había un Vaska Fedótov, algunas personas que utilizan Fedótov como un patronímico y varios Fiódors, y así algunos nombres que podrían haber sido distorsionados;
- que fuera otro ruso que no aparece en los registros de sobrevivientes.

En definitiva, todo lo que se puede asegurar es que algunos rusos llegaron a Kamchatka en la segunda mitad del siglo XVII y que murieron allí. Quiénes eran es una cuestión altamente especulativa.